# Farsi male a noi va bene
Farsi male a noi va bene è il secondo album in studio del gruppo musicale italiano Bnkr44 pubblicato il 26 novembre 2021.

## Descrizione
Anticipato dai singoli Girasole e Dipingere la notte, pubblicati rispettivamente il 15 e il 24 novembre 2021, il disco viene pubblicato due giorni dopo il secondo singolo.
Nel 2022 viene pubblicato con una versione deluxe intitolata Farsi male a noi va bene 2.0.

## Tracce
Testi e musiche di Bnkr44.
1. Di chi è questa città – 3:51
2. Mani strette – 3:30
3. Bolla – 2:50
4. Girasole – 3:24
5. Mai sonno – 3:52
6. Cattivo – 2:59
7. Raggio mortale – 2:45
8. Dipingere la notte – 2:36
9. Come un coltello – 3:00
10. [Sembra bello] – 1:24
11. Tira e molla – 2:49
12. Proiettili – 3:21
13. Veloce – 3:45
14. Tutte le sere – 3:06
15. Farsi male a noi va bene – 3:31

### Farsi male a noi va bene 2.0
1. Cosa ci resta – 3:23
2. Quelle parole – 2:39
3. So chi sei – 3:42
4. Cuori di rame – 3:08
5. Giorni vuoti – 3:29